# Brasilianische Schmalbeutelratte
Die Brasilianische Schmalbeutelratte (Gracilinanus microtarsus) lebt im Osten und Südosten Brasiliens von der Mitte Bahias im Norden bis in den Norden von Rio Grande do Sul und nach Südwesten bis in den äußersten Nordosten von Argentinien (Provinz Misiones).

## Beschreibung
Die Tiere erreichen eine Kopfrumpflänge von 6,7 bis 18,5 cm und haben einen 7 bis 17,7 cm langen Schwanz und erreichen ein Gewicht von 12 bis 58 g. Der Schwanz hat eine Länge von 135 % der Kopfrumpflänge. Der Schädel der Männchen ist größer als der der Weibchen. Rücken und Körperseiten sind einfarbig rotbraun. Die Haare sind etwa 10 mm lang und weich, an der Basis grau und an der Spitze rotbraun. Der Kopf hat die gleiche Färbung wie der Rücken. Die Augen sind von dunklen Ringen umgeben, von denen sich Ausläufer zur Nase und zu den Ohrbasen erstrecken. Die Ohren sind mit einer Länge von mehr als 21 mm relativ groß, leicht transparent, an der Basis orange und an der Spitze braun. Das Bauchfell ist weißlich, cremefarben, gelblich oder hellbraun. Die Füße sind cremefarben oder weißlich. Der Schwanz ist in der Regel zweifarbig mit einer dunklen Oberseite und einer hellen Unterseite. Es gibt jedoch auch Populationen mit einfarbigen Schwänzen. Weibchen haben keinen Beutel. Die Anzahl der Zitzen liegt bei 13, je sechs rechts und links und eine mittige. Die Brasilianische Schmalbeutelratte hat einen Chromosomensatz von 2n = 14 Chromosomen mit einer variablen Armanzahl (fundamental number, FN) von 20 oder 24.

## Lebensraum und Lebensweise

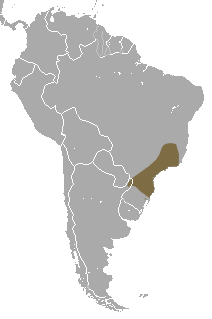
Das Verbreitungsgebiet

Die Brasilianische Schmalbeutelratte kommt im atlantischen Regenwald und der angrenzenden Cerrado von Meeresspiegelhöhe bis in Höhen von 1800 Metern vor. Sie ist anpassungsfähig und lebt auch in Sekundärwäldern, in kleinen Waldfragmenten und Eukalyptusplantagen. Sie ist nachtaktiv, einzelgängerisch und lebt kletternd vor allem hoch in den Bäumen, seltener im Unterholz. Die Distanz zwischen nah beieinander stehenden Zweigen können die Tiere in Sprüngen bewältigen. Das von einem Individuum bewohnte Gebiet ist etwa 0,5 ha groß. Auf einen Quadratkilometer Wald können mehr als 500 Exemplare leben.

## Ernährung
Die Brasilianische Schmalbeutelratte ernährt sich vor allem von Wirbellosen. Darunter sind Käfer, Schnabelkerfe, Ameisen und andere Hautflügler, Termiten, Heuschrecken, Schmetterlinge und Raupen, sowie Spinnentiere und Schnecken. Im Kot der Tiere fand man die Samen von Clidemia, Miconia, sowie von verschiedenen Myrtengewächsen, Sandelholzgewächsen und Stechwindengewächsen. Wahrscheinlich hat die Brasilianische Schmalbeutelratte eine wichtige Funktion bei der Samenausbreitung dieser Pflanzen.

## Fortpflanzung
Zur Fortpflanzung bauen die Weibchen aus trockenen und frischen Blättern errichtete Nester in Baumhöhlen. Gelegentlich werden auch Spechthöhlen oder künstliche Nistkästen benutzt. Die Nester werden von September bis November zu Beginn der Regenzeit errichtet und nur zur Aufzucht der Jungen genutzt, die zwischen September und Mai während der Zeit des maximalen Regenfälle stattfindet. In der Regel werden neun bis zwölf Jungtiere geboren.

## Systematik
Autor der Erstbeschreibung der Brasilianischen Schmalbeutelratte ist der deutsche Zoologe Johann Andreas Wagner, die sie 1842 unter der Bezeichnung Didelphis microtarsus beschrieb. Später wurde sie in die Gattung der Zwergbeutelratten (Marmosa) gestellt und heute gehört sie zur Gattung Gracilinanus, die im Jahr 1989 durch den US-amerikanischen Mammalogen Alfred L. Gardner und seinen Kollegen G. Ken Creighton eingeführt wurde. Die Art ist genetisch sehr variabel und weist drei deutlich voneinander verschiedene Phänotypen auf. Kombinierte Analysen der genetischen und morphologischen Merkmale ergeben jedoch noch kein schlüssiges Bild, sodass sie weiterhin als eine einzige Art betrachtet wird.

## Status
Die Brasilianische Schmalbeutelratte wird von der IUCN als ungefährdet angesehen. Sie ist häufig, kommt in verschiedenen Schutzgebieten vor und nicht zu weit gehende Veränderungen ihres Lebensraumes durch den Menschen werden in der Regel toleriert.

## Belege
1. 1 2 3 4 5 6 7  
Diego Astúa: Family Didelphidae (Opossums). In: Don E. Wilson, Russell A. Mittermeier: Handbook of the Mammals of the World. Volume 5: Monotremes and Marsupials. Lynx Editions, 2015, ISBN 978-84-96553-99-6, S. 172 u. 173.
2. ↑  
Gracilinanus microtarsus in der Roten Liste gefährdeter Arten der IUCN 2016. Eingestellt von: Brito, D., Astua de Moraes, D., Lew, D. & Soriano, P., 2016. Abgerufen am 23. Januar 2020.